# Lepanthes urbaniana
Lepanthes urbaniana är en orkidéart som beskrevs av Rudolf Mansfeld. Lepanthes urbaniana ingår i släktet Lepanthes och familjen orkidéer. Inga underarter finns listade i Catalogue of Life.